# Cemetery Gates
"Cemetery Gates" je pjesma američkog heavy metal sastava Pantera s njihovog petog studijskog albuma Cowboys from Hell. Kao singl objavljena je 24. srpnja 1990.

## O pjesmi
Pjesmu je producirao Terry Date. Govori o smrti prijateljice te o pomisli o samoubojstvu kako bi joj se pridružio u zagrobnom životu. Priča je izmišljena te nije povezana ni s jednim članom sastava.
Postala je jedna od najpoznatijih pjesama Pantere, te je često puštana na televizijskim i radijskim rock postajama. Poznata je i po gitarskoj solaži Dimebaga Darrella, koju su čitatelji časopisa Guitar World proglasili 35. najboljom svih vremena.
Za pjesmu je snimljen i spot, s kraćom verzijom nego na albumu, bez akustičnog početka. Također, nalazi se i na Panterinom albumu uživo Official Live: 101 Proof, te na kompilaciji Far Beyond the Great Southern Cowboys' Vulgar Hits!